# Radice numerica moltiplicativa
In teoria dei numeri, la radice numerica moltiplicativa (o radice digitale moltiplicativa) di un numero naturale in una data base è un numero che si ottiene moltiplicando le cifre di quel numero, e iterando il procedimento fino ad ottenere un numero di una sola cifra. Se la base non viene specificata, si intende la radice numerica moltiplicativa in base 10.
Per esempio, la radice numerica moltiplicativa di 31917 è 4, perché 3·1·9·1·7=189; 1·8·9=72; 7·2=14; 1·4=4. Poiché ci sono voluti 4 passaggi per arrivare alla radice numerica moltiplicativa, il numero 31917 ha una persistenza moltiplicativa di 4.
La radice numerica moltiplicativa è l'analogo rispetto alla moltiplicazione della radice numerica rispetto all'addizione.
| n | Primi numeri ad avere n come radice numerica moltiplicativa in base 10 |
| - | ---------------------------------------------------------------------- |
| 0 | 0, 10, 20, 25, 30, 40, 45, 50, 52, 54, 55, 56, 58                      |
| 1 | 1, 11, 111, 1111, 11111, 111111, 1111111, 11111111                     |
| 2 | 2, 12, 21, 26, 34, 37, 43, 62, 73, 112, 121, 126                       |
| 3 | 3, 13, 31, 113, 131, 311, 1113, 1131, 1311, 3111                       |
| 4 | 4, 14, 22, 27, 39, 41, 72, 89, 93, 98, 114, 122                        |
| 5 | 5, 15, 35, 51, 53, 57, 75, 115, 135, 151, 153, 157                     |
| 6 | 6, 16, 23, 28, 32, 44, 47, 48, 61, 68, 74, 82, 84                      |
| 7 | 7, 17, 71, 117, 171, 711, 1117, 1171, 1711, 7111                       |
| 8 | 8, 18, 24, 29, 36, 38, 42, 46, 49, 63, 64, 66, 67                      |
| 9 | 9, 19, 33, 91, 119, 133, 191, 313, 331, 911, 1119                      |

## Persistenza moltiplicativa
Il numero di volte in cui è necessario ripetere la moltiplicazione delle cifre è detto persistenza moltiplicativa del numero. Al momento sono noti, in base 10, numeri con persistenze moltiplicative che vanno da 1 ad 11. Se esiste almeno un numero con una persistenza moltiplicativa maggiore di 11, esso deve essere più grande di 10233. Si congettura che il più grande numero privo di cifre 1 ad avere 11 come persistenza moltiplicativa sia 77777733332222222222222222222. Una congettura più ampia ipotizza che, per ogni p maggiore di 2, esista sempre un massimo numero privo di cifre 1 con persistenza moltiplicativa p.

In base 2, la massima persistenza moltiplicativa è di 1. Non si conoscono eventuali valori massimi della persistenza moltiplicativa in altre basi di numerazione; se, come è stato congetturato, tutte le potenze di 2 2m con m>15 contengono almeno una cifra 0 in base 3, ne seguirebbe che il massimo valore per la persistenza moltiplicativa in base 3 è 3.

Il matematico Paul Erdős ha dimostrato che, ignorando gli zeri, la persistenza moltiplicativa di un numero {\displaystyle n} vale al massimo
{\displaystyle c\ln \ln n},
dove {\displaystyle c} è una costante che dipende dalla base di numerazione usata.

### Congettura di Sloane sulla persistenza moltiplicativa
Nel 1973 il matematico Neil Sloane ha avanzato l'ipotesi che nessun numero possa avere una persistenza moltiplicativa maggiore del numero stesso. Il problema è ancora aperto relativamente alle tipiche basi di numerazione. Per quanto riguarda la base fattoriale, un sistema di numerazione esotico, è stato invece trovato un controesempio. Infatti, nella base fattoriale, è possibile trovare numeri con una persistenza moltiplicativa arbitrariamente grande, dato che
{\displaystyle n!n+\sum _{i=1}^{i-1}i!}
ha {\displaystyle n} sia come radice numerica moltiplicativa che come persistenza moltiplicativa, ed è quindi il limite superiore del numero richiesto.

### Generalizzazioni
Il concetto di persistenza moltiplicativa può essere generalizzato moltiplicando, invece delle cifre stesse, la loro k-esima potenza finché il risultato non è costante. La persistenza rispetto a tale operazione è detta "k-persistenza moltiplicativa"; la normale persistenza moltiplicativa è la 1-persistenza moltiplicativa. Con k>2, l'iterazione del procedimento conduce sempre a 1 per i numeri a cifra ripetuta e a 0 per tutti gli altri numeri.
| k  | k-persistenza moltiplicativa dei primi numeri interi |
| -- | ---------------------------------------------------- |
| 2  | 0, 7, 6, 6, 3, 5, 5, 4, 5, 1, ...                    |
| 3  | 0, 4, 5, 4, 3, 4, 4, 3, 3, 1, ...                    |
| 4  | 0, 4, 3, 3, 3, 3, 2, 2, 3, 1, ...                    |
| 5  | 0, 4, 4, 2, 3, 3, 2, 3, 2, 1, ...                    |
| 6  | 0, 3, 3, 2, 3, 3, 3, 3, 3, 1, ...                    |
| 7  | 0, 4, 3, 3, 3, 3, 3, 2, 3, 1, ...                    |
| 8  | 0, 3, 3, 3, 2, 4, 2, 3, 2, 1, ...                    |
| 9  | 0, 3, 3, 3, 3, 2, 2, 3, 2, 1, ...                    |
| 10 | 0, 2, 2, 2, 3, 2, 3, 2, 2, 1, ...                    |

### Sequenze numeriche
- (EN) Sequenza A031347, su On-Line Encyclopedia of Integer Sequences, The OEIS Foundation.: radici numeriche moltiplicative in base 10 dei primi numeri naturali
- (EN) Sequenza A031346, su On-Line Encyclopedia of Integer Sequences, The OEIS Foundation.: persistenza moltiplicativa in base 10 dei primi numeri naturali
- (EN) Sequenza A003001, su On-Line Encyclopedia of Integer Sequences, The OEIS Foundation.: per ogni n, più piccoli numeri con persistenza moltiplicativa n
- (EN) Sequenza A014553, su On-Line Encyclopedia of Integer Sequences, The OEIS Foundation.: per ogni n, massima persistenza moltiplicativa di un numero di n cifre
- (EN) Sequenza A046148, su On-Line Encyclopedia of Integer Sequences, The OEIS Foundation.: per ogni n, la quantità di numeri di n cifre con la massima persistenza moltiplicativa
- (EN) Sequenza A046149, su On-Line Encyclopedia of Integer Sequences, The OEIS Foundation.: per ogni n, più piccoli numeri di n cifre con la massima persistenza moltiplicativa per quel numero di cifre
- (EN) Sequenza A046150, su On-Line Encyclopedia of Integer Sequences, The OEIS Foundation.: per ogni n, più grandi numeri di n cifre con la massima persistenza moltiplicativa per quel numero di cifre
- (EN) Sequenza A046500, su On-Line Encyclopedia of Integer Sequences, The OEIS Foundation.: per ogni n, più piccoli numeri primi con persistenza moltiplicativa n.
- (EN) Sequenza A035927, su On-Line Encyclopedia of Integer Sequences, The OEIS Foundation.: per ogni n, numero di distinti numeri di n cifre che non si possono ottenere tramite permutazioni delle cifre di altri numeri